# ایسمو فالک
ایسمو فالک (فنلاندی: Ismo Falck؛ زادهٔ ۲۲ اوت ۱۹۶۶) کماندار اهل فنلاند بود.
وی در مسابقات کشوری و بین‌المللی در مجموع برندهٔ ۱ مدال نقره شده‌است.